# Metaphrynella pollicaris
Espèce
Synonymes
- Phrynella pollicaris Boulenger, 1890

Statut de conservation UICN

 LC  : Préoccupation mineure
Metaphrynella pollicaris est une espèce d'amphibiens de la famille des Microhylidae.

## Répartition
Cette espèce est endémique de Malaisie péninsulaire. Elle se rencontre entre 550 et jusqu'à plus de 1 000 m d'altitude,. Sa présence est incertaine sur l'île de Sumatra en Indonésie.

## Publication originale
- Boulenger, 1890 : Second report on additions to the batrachian collection in the Natural-History Museum. Proceedings of the Zoological Society of London, vol. 1890, p. 323-328 (texte intégral).